# Protocyclops kosswigi
Protocyclops kosswigi – gatunek widłonoga z rodziny Cyclopidae, jedyny przedstawiciel rodzaju Protocyclops. Gatunek i rodzaj opisał w 1952 roku szwedzki zoolog Knut Lindberg.